# Alexandre Lunois
Alexandre Lunois, född 1863, död 1916, var en fransk målare och grafiker.
Lunois utbildade sig i Paris och senare genom resor i Holland, Spanien och Nordafrika. Lunois förkärlek för uttrycksfullt linjespel föranledde honom att återuppliva det då bortglömda litografiska tuschmaneret, en teknik som kom till sin fulla rätt i hans sirliga och livfulla skildringar från det parisiska nöjeslivet och som även omsattes i hans färgtryck med spanska och marockanska motiv. Lunois var även högt skattad som illustratör.